# لشك ماص للقرش
لشك ماص للقرش (الاسم العلمي: Echeneis naucrates) (بالإنجليزية: live sharksucker)‏ هو نوع من الأسماك يتبع جنس اللشك من الفصيلة اللشكية.